# شارلوت هاترلی
شارلوت فرانکلین هاترلی (زاده ۲۰ ژوئن ۱۹۷۹) یک خواننده، ترانه‌سرا، نوازنده گیتار و آهنگساز انگلیسی است. او در ابتدا به عنوان نوازنده گیتار و خواننده پشتیبان گروه آلترناتیو راک خاکستر به شهرت رسید.
از زمان ترک Ash در سال ۲۰۰۶، او به عنوان یک هنرمند انفرادی کار کرده و به عنوان نوازنده تور برای برایان فری، کی‌تی تانستال، بت فور لشز، لکه‌های سرد، رزی لو و بردی کار کرده‌است. هاترلی همچنین یکی از اعضای تور خطوط NZCA بوده و مدیر موسیقی هنرمند آفریقای جنوبی نخانه بوده‌است.
مادر هاترلی، پاتریشیا فرانکلین، بازیگر است. پدرش فرانک هاترلی، نمایشنامه نویس و منتقد استرالیایی است.
او در حال حاضر به عنوان بخشی از گروه زنده بردی برای تور پرتره بازی می‌کند.

## آهنگ‌شناسی
| سال  | آلبوم                                                                        | انگلستان |
| ---- | ---------------------------------------------------------------------------- | -------- |
| ۲۰۰۴ | خاکستری محو خواهد شد - منتشر شده: ۱۶ اوت ۲۰۰۴ - برچسب: Double Dragon Records | ۵۱       |
| ۲۰۰۷ | آبی عمیق - منتشر شده: ۵ مارس ۲۰۰۷ - برچسب: خواهر کوچولو                      | ۱۰۹      |
| ۲۰۰۹ | دنیاهای جدید - منتشر شده: ۱۶ اکتبر ۲۰۰۹ - برچسب: خواهر کوچک، نعنا تازه       | –        |
| ۲۰۱۷ | عشق حقیقی - منتشر شده: می ۲۰۱۷ - برچسب: رکوردهای زبان نقره ای                | –        |

### تک آهنگ‌ها
| عنوان                  | سال  | کارگردان    | یادداشت                     |
| ---------------------- | ---- | ----------- | --------------------------- |
| "تابستان"              | ۲۰۰۴ | ادگار رایت  | [ ۵ ]                       |
| "باستردو"              | ۲۰۰۵ | ادگار رایت  | [ ۶ ]                       |
| "رفتار کردن"           | ۲۰۰۶ | اسکار رایت  | [ ۷ ]                       |
| "می‌خواهم بدانی"        | ۲۰۰۷ | جو کورنیش   | [ ۸ ]                       |
| «سیبری»                | ۲۰۰۷ | شلی لاو     | [ ۹ ]                       |
| "سفید"                 | ۲۰۰۹ | الیوت مانچس | [ ۱۰ ]                      |
| «اسکندر»               | ۲۰۰۹ | الیوت مانچس | [ ۱۱ ]                      |
| "یک نشانه"             | ۲۰۱۷ | گاوین روتری | [ ۱۲ ]                      |
| «دید در شب»            | ۲۰۱۷ | جان مینتون  | متن ترانه ویدئو             |
| "عشق شما چقدرعمیق است" | ۲۰۱۸ | مایک کیلین  | با همکاری آژانس فضایی اروپا |
| «تو را وصل کن»         | ۲۰۱۸ | ریک موران   | [ ۱۵ ]                      |